# Jim Sprenger
Jim Sprenger (Cloquet, Minnesota, 1965. május 28. –) amerikai profi jégkorongozó.

## Pályafutása
Komolyabb junior karrierjét a minnesotai középiskolás ligában kezdte 1980-ban és 1983-ig volt középiskolás. Ekkor több sportban volt aktív, úgymint baseball és amerikaifutball. Ezután egyetemre ment, a University of Minnesota-Duluth-ra, ahol 1987-ig volt egyetemista. Az 1983-as NHL-drafton a New York Islanders kiválasztotta őt a 7. kör 137. helyén. A National Hockey League-ben sosem játszott. Felnőtt pályafutását az IHL-es Peoria Rivermenben kezdte 1987 végén. A rájátszásba is bejutottak. 1988 legvégén részt vett a Spengler-kupán az amerikai válogatottban és meg is nyerték azt. Ezután visszavonult.